# Pittsfield (Massachusetts)
Pittsfield é uma cidade localizada no condado de Berkshire no estado estadounidense de Massachusetts. No Censo de 2010 tinha uma população de 44.737 habitantes e uma densidade populacional de 406,76 pessoas por km².

## Geografia
Pittsfield encontra-se localizada nas coordenadas 42° 27′ 07″ N, 73° 15′ 38″ O. Segundo a Departamento do Censo dos Estados Unidos, Pittsfield tem uma superfície total de 109.98 km², da qual 104.81 km² correspondem a terra firme e (4.7%) 5.17 km² é água.

## Demografia
Segundo o censo de 2010, tinha 44.737 pessoas residindo em Pittsfield. A densidade populacional era de 406,76 hab./km². Dos 44.737 habitantes, Pittsfield estava composto pelo 88.33% brancos, o 5.3% eram afroamericanos, o 0.2% eram amerindios, o 1.23% eram asiáticos, o 0.02% eram insulares do Pacífico, o 1.95% eram de outras raças e o 2.98% pertenciam a duas ou mais raças. Do total da população o 4.97% eram hispanos ou latinos de qualquer raça.